# Wiktor Leśniewski

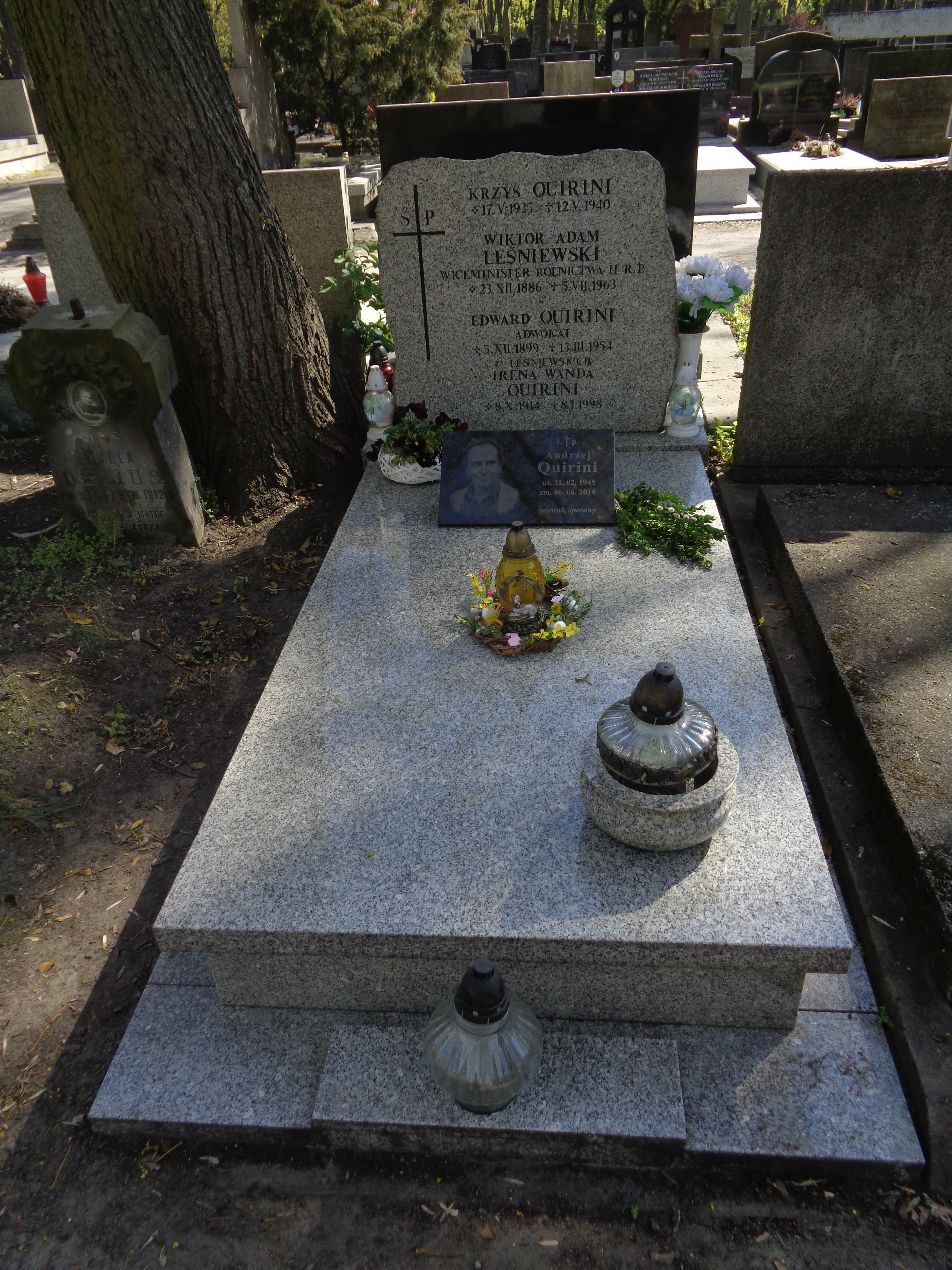
Grób Wiktora Leśniewskiego na cmentarzu Powązkowskim

Wiktor Adam Leśniewski (ur. 23 grudnia 1886 w Warszawie, zm. 5 lipca 1963 w Warszawie) – polski prawnik, polityk, kierownik Ministerstwa Rolnictwa i Dóbr Narodowych II RP.

## Życiorys
Urodził się w rodzinie inteligenckiej Teofila i Emilii z domu Vacqueret. Uczęszczał do V Gimnazjum Państwowego w Warszawie, za udział w strajku szkolnym podczas rewolucji 1905 roku został relegowany. W semestrze zimowym 1905/1906 r. uczęszczał jako słuchacz nadzwyczajny na Wydział Matematyki przy Wydziale Filozoficznym Uniwersytetu Jagiellońskiego w Krakowie. Ukończył prywatne Gimnazjum Chrzanowskiego, a egzamin maturalny złożył w Parnawie, w ówczesnej guberni inflanckiej. W latach 1907–1912 studiował na Wydziale Prawa Uniwersytetu w Petersburgu, po czym powrócił do Warszawy. Od 1 kwietnia 1917 do 30 czerwca 1918 pracował jako referent prawny w Departamencie Gospodarstwa Społecznego Tymczasowej Rady Stanu. Pracował także w Radzie Windykacji Strat Wojennych Tymczasowej Rady Stanu Tymczasowej Rady Stanu. Pracował później w Ministerstwie Rolnictwa i Dóbr Koronnych (Dóbr Państwowych), kolejno jako radca ministerialny, naczelnik Wydziału Prezydialnego, dyrektor Departamentu Organizacyjnego. Od 14 maja 1928 do 1 kwietnia 1933 podsekretarz stanu.

### II Rzeczpospolita
Od 29 grudnia 1929 do 16 stycznia 1930 był kierownikiem ministerstwa w piątym rządzie Kazimierza Bartla. Początkowo otrzymał nominację na szefa tego resortu. Powierzenie urzędnikowi funkcji ministra rolnictwa wydawało się jednak złamaniem tradycji obowiązującej od maja 1926 r., w myśl której na czele tego resortu, podobnie jak i Ministerstwa Reform Rolnych, stali każdorazowo przedstawiciele warstwy ziemiańskiej. Dlatego też wywołało to protesty wpływowych przedstawicieli środowiska ziemiańskiego, które spowodowały, że premier zdecydował się na odwołanie Leśniewskiego, proponując mu w zamian urząd wiceministra. Ministrem rolnictwa został natomiast Leon Janta-Połczyński. Leśniewski należał do bliskich współpracowników Janty-Połczyńskiego, a ten wielokrotnie zapraszał go na przyjęcia w swoim majątku w Borach Tucholskich. Już po zakończeniu kariery ministerialnej, gdy Leśniewski pełnił funkcję podsekretarza stanu, a Janta-Połczyński sprawował urząd ministra rolnictwa w gabinetach Walerego Sławka, Józefa Piłsudskiego, ponownie Sławka i Aleksandra Prystora, Leśniewski wielokrotnie zastępował go na posiedzeniach Komitetu Ekonomicznego Rady Ministrów. Z kolei w marcu 1931 r. z inicjatywy Janty-Połczyńskiego powołany został do życia Związek Rolników z Wyższym Wykształceniem na czele z Leśniewskim, który miał być organem eksperckim w sprawie edukacji rolniczej. W 1930 r., w związku z wprowadzonymi przez MR zmianami przy zakupie drewna pochodzącego z lasów państwowych Leśniewski wraz z Adamem Loretem, ówczesnym kierownikiem Departamentu Lasów Państwowych MR, zostali oskarżeni w artykułach prasowych, inspirowanych przez przedsiębiorstwa korzystające dotąd z monopolu w handlu z drewnem, o czerpanie osobistych korzyści z nowej procedury. Zarzuty te nie zostały jednak potwierdzone.
W 1933 odszedł ze służby państwowej. Był następnie dyrektorem Związku Izb i Organizacji Rolniczych RP. Z ramienia związku uczestniczył wówczas w pracach przygotowawczych nad projektami rozporządzeń w zakresie uporządkowania długów rolniczych. W latach 1933–1939 piastował stanowisko prezesa Komisji Artykułów Zwierzęcych przy Ministerstwie Przemysłu i Handlu, wiceprezesem Rady Nadzorczej Państwowego Banku Rolnego, prezesem Komitetu Parku Narodowego w Pieninach.

### II wojna światowa i PRL
Podczas okupacji niemieckiej pracował w Radzie Głównej Opiekuńczej (RGO) jako zastępca przewodniczącego sekcji kwalifikacji i rozdziału świadczeń. Uczestniczył w pracach Biura Ziem Zachodnich Delegatury Rządu na Kraj, gdzie zajmował się zagadnieniem przyszłego osiedlenia ludności polskiej na te tereny.
Po zakończeniu wojny i powstaniu Ministerstwa Ziem Odzyskanych Leśniewski został w nim konsultantem sekcji siewnej. Pełnił również funkcję konsultanta do spraw organizacyjno-prawnych Państwowych Nieruchomości Ziemskich. W październiku 1947 został bezpodstawnie aresztowany, a następnie – w 1949 – został skazany na dożywotnie więzienie. W maju 1955 został zwolniony, a w 1960 zrehabilitowany.
Zmarł 5 lipca 1963 r. Został pochowany na cmentarzu Powązkowskim w Warszawie (kwatera 141-2-5).

## Życie prywatne
Leśniewski od 4 października 1913 był żonaty z Zofią Marią Jankowską, z którą miał córkę Irenę Quirini oraz syna Andrzeja.

## Ordery i odznaczenia
- Krzyż Komandorski Orderu Odrodzenia Polski (8 listopada 1930)[5][6]
- Krzyż Oficerski Orderu Odrodzenia Polski (2 maja 1923)[5][7][8]
- Medal Dziesięciolecia Odzyskanej Niepodległości[5]
- Krzyż Komandorski Orderu Izabeli Katolickiej (Hiszpania)[5]
- Krzyż Komandorski Orderu Lwa Białego (Czechosłowacja)[5]
- Krzyż Wielki Orderu Korony Rumunii (Rumunia)[5]